# Syrrhopodon simmondsii
Syrrhopodon simmondsii là một loài rêu trong họ Calymperaceae. Loài này được Steere mô tả khoa học đầu tiên năm 1946.